# Niklas Körber
Niklas Körber (Berlin, 1995. augusztus 15. –) német labdarúgó, aki jelenleg a Hertha BSC játékosa. Testvére, Nils Körber szintén labdarúgó, aki a Hertha BSC játékosa.

## Statisztika
2015. augusztus 26-i  állapot szerint.
| Klub             | Szezon           | Bajnokság | Bajnokság | Kupa  | Kupa | Európa | Európa | Összesen | Összesen |
| Klub             | Szezon           | Mérk.     | Gól       | Mérk. | Gól  | Mérk.  | Gól    | Mérk.    | Gól      |
| ---------------- | ---------------- | --------- | --------- | ----- | ---- | ------ | ------ | -------- | -------- |
| Hertha BSC II    | 2012–13          | 4         | 0         | 0     | 0    | –      | –      | 4        | 0        |
| Hertha BSC II    | 2013–14          | 3         | 0         | 0     | 0    | –      | –      | 3        | 0        |
| Hertha BSC II    | 2014–15          | 10        | 3         | 0     | 0    | –      | –      | 10       | 3        |
| Hertha BSC II    | 2015–16          | 0         | 0         | 0     | 0    | –      | –      | 0        | 0        |
| Hertha BSC II    | Összesen         | 17        | 0         | 0     | 0    | 0      | 0      | 3        | 0        |
| Hertha BSC       | 2015–16          | 0         | 0         | 0     | 0    | –      | –      | 0        | 0        |
| Hertha BSC       | Összesen         | 0         | 0         | 0     | 0    | 0      | 0      | 0        | 0        |
| Karrier összesen | Karrier összesen | 17        | 0         | 0     | 0    | 0      | 0      | 3        | 0        |